# 장성 고산서원 노사선생전집 및 답문류편 목판
장성 고산서원 노사선생전집 및 답문류편 목판(長城 高山書院 蘆沙先生全集 및 答問類編 木板)은 전라남도 장성군 진원면 고산리 고산서원에 있는, 조선시대 노사 기정진(1798∼1876)의 문집과 그의 저서『답문류편』을 고종 39년(1902)에 목판에 새긴 것으로, 문집은 653매,『답문류편』은 209매이다. 1999년 7월 5일 전라남도의 유형문화재 제214호로 지정되었다.

## 개요
조선 고종 때의 학자이자, 성리학의 6대가 가운데 한 사람인 노사 기정진(1798∼1876)의 문집과 그의 저서『답문류편』을 고종 39년(1902)에 목판에 새긴 것으로, 문집은 653매,『답문류편』은 209매이다.
기정진은 어려서부터 성리학의 깊은 이치를 깨우쳤으며, 경서·사서 등을 읽었다. 1831년 사마시에 장원으로 급제한 후 강릉참봉을 지냈으며, 그후 여러 벼슬이 내려졌으나 모두 나아가지 않았다. 그의 학문은 스승으로부터 전수받거나 어느 학파에 근거를 둔 것이 아니라 성리학에 대한 독자적인 사색에 의해 높은 경지에 이르렀다. 1927년에는 고산서원에 6명의 다른 문인과 함께 모셔졌으며, 봄가을로 제사를 지낸다. 시호는 '문간'이다.
목판에 새긴 연대는 늦으나 빠진 목판이 없을 뿐 아니라 간행처인 신안사가 조선 후기 경상도 일원의 출판기능을 담당했던 곳임에도 불구하고 이곳에서 간행된 책자가 전하는 것이 없으므로 그 사료사적 가치는 매우 크다고 할 수 있는 것이다.
현재 이 목판은 전남 장성의 고산서원에 소장되어 있다.

## 같이 보기
- 고산서원

## 참고 문헌
- 장성고산서원노사선생전집및답문류편목판 - 국가유산청 국가유산포털